# Great Wagon Road
Great Wagon Road – jedyna droga w Ameryce czasów kolonialnych łącząca Pensylwanię z Karoliną Północną i dalej z Georgią. Była masowo wykorzystywana przez osadników ciągnących na południe z zamiarem zasiedlenia wnętrza kraju. Byli to przede wszystkim emigranci niemieccy i szkocko-irlandzcy, oni też zajmowali te terytoria w XVIII wieku. Szkoci, Irlandczycy i Anglicy z północy stanowili najliczniejszą grupę imigrantów z Wysp Brytyjskich przed rewolucją amerykańską.

## Przebieg
Rozpoczynająca się w Filadelfii wielka droga biegła przez miejscowości Lancaster i York w południowowschodniej Pensylwanii. Docierała również do dzisiejszego Mechanicsburga (około 50 km od Yorku). Mechanicsburg wziął swą nazwę od wielu rzemieślników, którzy zakładali tu swe warsztaty w nadziei wzbogacenia się na naprawach kolumn wozów przeciągających przez miasto. 
Skręcając na południowy zachód droga przekraczała rzekę Potomak i wchodziła do doliny Shenandoah w Winchester, posuwając się dalej doliną wzdłuż staroindiańskiej ścieżki wojennej, używanej od stuleci przez tubylców. Ten odcinek drogi znany był także jako Valley Pike. Na południowym krańcu doliny Shenandoah droga docierała do brzegów rzeki Roanoke i miasteczka Big Lick (dzisiejszego Roanoke).
Stamtąd Great Wagon Road przemierzała przełom Roanoke River na wschodnią stronę Pasma Błękitnego i podążała na południe przez region zwany Piedmontem i miasta dzisiejszej Karoliny Północnej: Winston-Salem, Salisbury i Charlotte, by ostatecznie dotrzeć do miejscowości Augusta nad rzeką Savannah w Georgii.
Great Wagon Road była także nazywana Carolina Road.
W Roanoke odnoga drogi biegła na południowy zachód, prowadząc w górę doliny rzeki New i nad Holston River w górnej części Doliny Tennessee, skąd Dzika Droga wiodła do Kentucky.
Niezależnie od jej nazwy droga w południowej jej części wcale nie była przejezdna dla wozów aż do późnych lat epoki kolonialnej. Mapa z roku 1751 oznacza terminem 'Waggon' jedynie północny odcinek do miejscowości Winchester.